# Polyrock
Polyrock — американская постпанк/нью-вейв группа, образованная в Нью-Йорке в 1978 году братьями Билли и Томми Робертсонами и просуществовавшая до середины 1980-х годов.
Билли и Томми Робертсон, авторы всей музыки, составляли ядро группы. Polyrock сотрудничали с Филиппом Глассом, который также участвовал в записи первого альбома.
Группа подписала контракт с RCA в 1980 году и записала свой дебютный альбом в том же году. Он принёс группе отличные отзывы и множество эфиров на коммерческих радио и на молодёжном канале MTV. Сингл «Your Dragging Feet» достиг 69 места на Billboard.
Состав: Ленни Аарон (гитара), Курт Косентино (бас, синтезатор), Кэтрин Обласни (вокал, ударные), Билли Робертсон (гитара, вокал), Томми Робертсон (гитара, электроника, скрипка), Джозеф Яннесе (ударные, перкуссия, бэк-вокал).

## Дискография
Студийные альбомы
- 1980 — Polyrock
- 1981 — Changing hearts

Сборники
- 1980 — RCA Special Radio Series Vol. III (сборник радиозаписей)
- 1986 — No Love Lost (кассетный сборник различных неизданных треков)

Синглы
- 1980 — «Romantic Me»/«Your Dragging Feet» (No. 69 [Club Play Singles])
- 1982 — «Working on My Love»/«Call of the Wild»